# القوات البرية اليمنية
القوات البرية اليمنية هي الفرع الأكبر للقوات المسلحة اليمنية، والقائد الأعلى هو رئيس الجمهورية، وتعتمد القوات البرية في تسليحها على معدات غربية وشرقية والصنع المحلي لبعض المعدات العسكرية، وتمتلك القوات البرية قاعدة إدارية ولوجستية وشبكة اتصالات عسكرية حديثة ومستشفيات ثابتة وميدانية.وتمتلك أيضا مزارع وحضائر أغنام ومزارع دواجن ومصانع أغذية، وتمتلك القوات البرية أسطول كبير من الناقلات البرية المتوسطة والثقيلة والخفيفة.

## التاريخ
تأسيس الجيش المظفر عام 1918 في المملكة المتوكلية اليمنية، وأصبح جيش الشمال الجمهوري في 1962 وتأسيس جيش الجنوب في 1967 وعند الوحدة اليمنية تم دمج الجيشين .
وتشمل القوات البرية ألوية ووحدات الحرس الجمهوري اليمني والفرقة الأولى مدرع التي تم إلغائها في 19 ديسمبر 2012.

## الهيكل التنظيمي
تتمثل القوات البرية في سبع مناطق عسكرية وعدد من المحاور العملياتية تحدد وفقا لمتطلبات مسرح العمليات ولمقتضيات القيادة الميدانية 
و تتكون من الآتي: 
1. سبع قيادات لمناطق عسكرية وعدد من قيادات المحاور العملياتية يراعى في كلا منها ما يخدم فعالية القيادة والسيطرة الميدانية ويهيئ لتخفيف المركزية الإدارية في التنظيم اللاحق.
2. ألوية من الصفوف البرية تعمل في إطار كلا من المناطق العسكرية والمحاور العملياتية بتفاوت كمي ونوعي تبعاً لطبيعة مسارح الأعمال.
3. وحدات من ذات الصنوف كاحتياط استراتيجي للمستوى الأعلى ويحدد تموضعها ويكون استخدامها بحسب الخطة الدفاعية المرفوعة من وزير الدفاع ورئاسة هيئة الأركان العامة والمصادق عليها القائد الأعلى للقوات المسلحة.

## القوة العسكرية

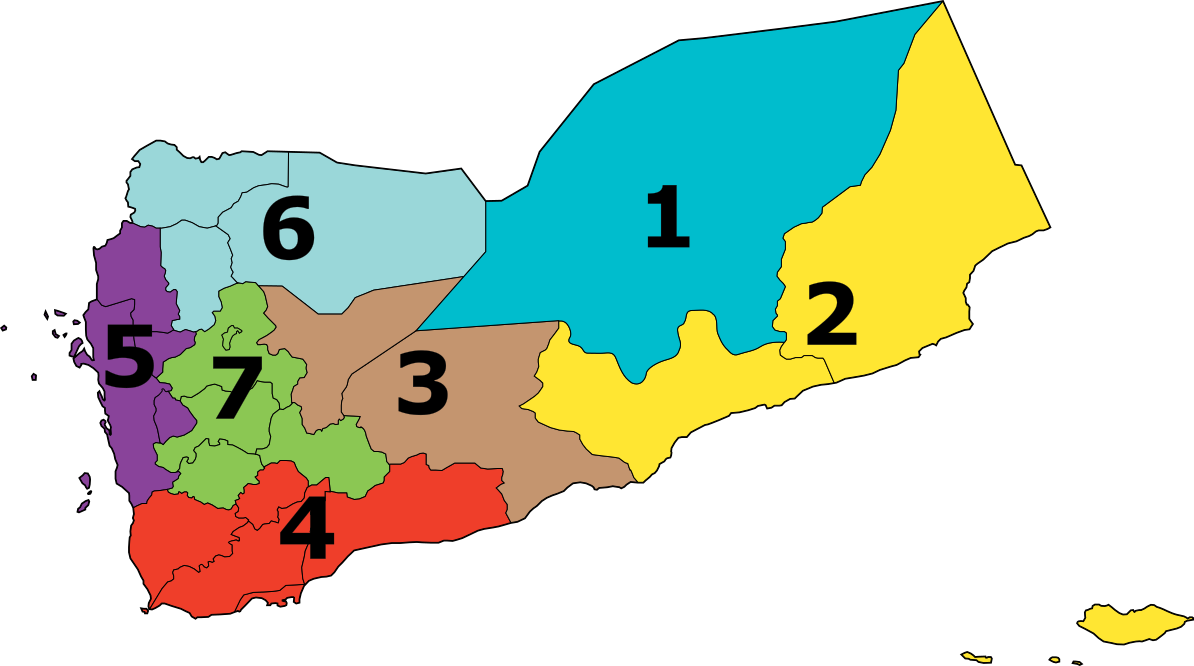
المناطق العسكرية للقوات البرية

تتوزع قوات الجيش على سبع مناطق عسكرية، عبد ربه منصور هادي رئيس الجمهورية اليمنية هو القائد الأعلى للقوات المسلحة، وتتبع غالبية الجيش لوزارة الدفاع وبعضها تتبع رئاسة الجمهورية مباشرة. يبلغ تعداد القوات البرية تقريباً 80,000 مقاتل في 7 مناطق عسكرية وفي الاحتياط الاستراتيجي وبحوالي 30 لواء مشاة و11 لواء مشاة ميكانيك و14 لواء مدرع، أما قوة الصواريخ والمدفعية فتتوزع في 6 ألوية.
القوام القتالي والانتشار العملياتي للوحدات: 
| المنطقة العسكرية الأولى |                         |              |               |
| م                       | القوة                   | مكان التمركز | المحافظة      |
| 1                       | قيادة المنطقة الأولى    | سيئون        | محافظة حضرموت |
| 2                       | المحور العملياتي ثمود   | سيئون        | محافظة حضرموت |
| 3                       | المحور العملياتي الخشعة | الخشعة       | محافظة حضرموت |
| 4                       | اللواء 37 مدرع          | الخشعة       | محافظة حضرموت |
| 5                       | اللواء 23 مشاة ميكا     | العبر        | محافظة حضرموت |
| 6                       | اللواء 315 مدرع         | ثمود         | محافظة حضرموت |

| المنطقة العسكرية الثانية |                         |              |               |
| م                        | القوة                   | مكان التمركز | المحافظة      |
| 1                        | قيادة المنطقة الثانية   | المكلا       | محافظة حضرموت |
| 2                        | المحور العملياتي الغيظة | الغيظة       | محافظة المهرة |
| 3                        | اللواء 137 مشاة ميكا    | الغيظة       | محافظة المهرة |
| 4                        | اللواء 123 مشاة         | حات          | محافظة المهرة |
| 5                        | اللواء 27 مشاة ميكا     | المكلا       | محافظة حضرموت |

| المنطقة العسكرية الثالثة |                         |              |             |
| م                        | القوة                   | مكان التمركز | المحافظة    |
| 1                        | قيادة المنطقة الثالثة   | مأرب         | محافظة مأرب |
| 2                        | المحور العملياتي عتق    | عتق          | محافظة شبوة |
| 3                        | اللواء 13 مشاة          | مأرب         | محافظة مأرب |
| 4                        | اللواء 107 مشاة         | صافر         | محافظة مأرب |
| 5                        | اللواء 312 مدرع         | صرواح        | محافظة مأرب |
| 6                        | اللواء 14 مدرع          | صحن الجن     | محافظة مأرب |
| 7                        | اللواء الثالث مشاة جبلي | مأرب         | محافظة مأرب |
| 8                        | اللواء 19 مشاة          | بيحان        | محافظة شبوة |
| 9                        | اللواء 21 مشاة ميكا     | عتق          | محافظة شبوة |

| المنطقة العسكرية الرابعة |                         |                      |               |
| م                        | القوة                   | مكان التمركز         | المحافظة      |
| 1                        | قيادة المنطقة الرابعة   | التواهي              | محافظة عدن    |
| 2                        | المحور العملياتي تعز    | تعز                  | محافظة تعز    |
| 3                        | المحور العملياتي العند  | العند                | محافظة لحج    |
| 4                        | المحور العملياتي أبين   | زنجبار               | محافظة أبين   |
| 5                        | اللواء 119 مشاة         | جعار                 | محافظة أبين   |
| 6                        | اللواء 111 مشاة         | أحور                 | محافظة أبين   |
| 7                        | اللواء 45 مشاة          | زنجبار               | محافظة أبين   |
| 8                        | اللواء 115 مشاة         | شقرة                 | محافظة أبين   |
| 9                        | اللواء الثاني مشاة جبلي | لودر                 | محافظة أبين   |
| 10                       | اللواء 135 مشاة         | الراحة               | محافظة لحج    |
| 11                       | اللواء 210 مشاة ميكا    | العند                | محافظة لحج    |
| 12                       | اللواء 17 مشاة          | باب المندب           | محافظة تعز    |
| 13                       | اللواء 35 مدرع          | مفرق تعز             | محافظة تعز    |
| 14                       | اللواء 22 مدرع          | تعز                  | محافظة تعز    |
| 15                       | اللواء 31 مدرع          | بير أحمد             | محافظة عدن    |
| 16                       | اللواء 39 مدرع          | خور مكسر (معسكر بدر) | محافظة عدن    |
| 17                       | اللواء 33 مدرع          | الضالع               | محافظة الضالع |

| المنطقة العسكرية الخامسة |                           |              |                |
| م                        | القوة                     | مكان التمركز | المحافظة       |
| 1                        | قيادة المنطقة الخامسة     | الحديدة      | محافظة الحديدة |
| 2                        | المحور العملياتي الملاحيظ | الملاحيظ     | محافظة حجة     |
| 3                        | اللواء 121 مشاة           | الخوخة       | محافظة الحديدة |
| 4                        | اللواء 82 مشاة            | الصليف       | محافظة الحديدة |
| 5                        | اللواء 105 مشاة           | الملاحيظ     | محافظة حجة     |
| 6                        | اللواء 25 مشاة ميكا       | عبس          | محافظة حجة     |

| المنطقة العسكرية السادسة |                        |              |              |
| م                        | القوة                  | مكان التمركز | المحافظة     |
| 1                        | قيادة المنطقة السادسة  | عمران        | محافظة عمران |
| 2                        | المحور العملياتي صعدة  | صعدة         | محافظة صعدة  |
| 3                        | المحور العملياتي الجوف | حزم الجوف    | محافظة الجوف |
| 4                        | اللواء 131 مشاة        | كتاف         | محافظة صعدة  |
| 5                        | اللواء 101 مشاة        | البقع        | محافظة صعدة  |
| 6                        | اللواء 102 مشاة        | صعدة         | محافظة صعدة  |
| 7                        | اللواء 133 مشاة        | صعدة         | محافظة صعدة  |
| 8                        | اللواء 122 مشاة        | صعدة         | محافظة صعدة  |
| 9                        | اللواء 115 مشاة        | صعدة         | محافظة صعدة  |
| 10                       | لواء مشاة ميكا         | صعدة         | محافظة صعدة  |
| 11                       | لواء مدفعية            | صعدة         | محافظة صعدة  |
| 12                       | اللواء 127 مشاة        | قفلة عذر     | محافظة عمران |
| 13                       | اللواء 72 مشاة         | حرف سفيان    | محافظة عمران |
| 14                       | اللواء 29 مشاة ميكا    | حرف سفيان    | محافظة عمران |
| 15                       | اللواء 310 مدرع        | عمران        | محافظة عمران |

| المنطقة العسكرية السابعة |                                    |               |                |
| م                        | القوة                              | مكان التمركز  | المحافظة       |
| 1                        | قيادة المنطقة السابعة              | ذمار          | محافظة ذمار    |
| 2                        | المحور العملياتي البيضاء           | البيضاء       | محافظة البيضاء |
| 3                        | اللواء 9 مشاة ميكا                 | ذمار          | محافظة ذمار    |
| 4                        | اللواء 26 مشاة ميكا                | البيضاء       | محافظة البيضاء |
| 5                        | اللواء 30 مدرع                     | إب            | محافظة إب      |
| 6                        | اللواء 55 مدفعية                   | يريم          | محافظة إب      |
| 7                        | اللواء 61 مدفعية                   | معسكر 48      | صنعاء          |
| 8                        | الكتائب المتمركزة في معسكر السبعين | معسكر السبعين | صنعاء          |

## العتاد العسكري
تمتلك القوات البرية عتاد عسكري كبير بداية من الأسلحة الخفيفة مثل مسدسات الجلوك وبنادق كلاشينكوف إضافة إلى بنادق إم 16، والأسلحة المتوسطة مثل رشاشات الدوشكا 12.7 ملم و23.5 ملم وغيرها إلى الأسلحة الثقيلة.

### الأسلحة الثقيلة
1-دبابة قتال رئيسية (تقدر عدد الدبابات في اليمن بـ3000 دبابة)
| السلاح      | الصورة | المنشأ           |
| ----------- | ------ | ---------------- |
| تي-34       |        | الاتحاد السوفيتي |
| تي-54       |        | الاتحاد السوفيتي |
| تي-55       |        | الاتحاد السوفيتي |
| تي-62       |        | الاتحاد السوفيتي |
| تي-72       |        | الاتحاد السوفيتي |
| تي-80       |        | روسيا            |
| إم-60 باتون |        | الولايات المتحدة |

2-مركبات استطلاع (تقدر عدد مركبات الاستطلاع في اليمن بـ1000)
| السلاح               | الصورة | المنشئ |
| -------------------- | ------ | ------ |
| بانهارد إيه إم إل 20 |        | فرنسا  |
| بنهارد إيه إم إل 245 |        | فرنسا  |

3-ناقلة جنود مدرعة (تقدر عدد ناقلات الجنود في اليمن بـ1500)
| السلاح       | الصورة | المنشئ           |
| ------------ | ------ | ---------------- |
| إم-113       |        | الولايات المتحدة |
| بي تي أر-40  |        | الاتحاد السوفيتي |
| بي تي أر-50  |        | الاتحاد السوفيتي |
| بي تي أر-60  |        | الاتحاد السوفيتي |
| بي تي أر-152 |        | الاتحاد السوفيتي |
| هامفي        |        | الولايات المتحدة |

4-مركبة قتال مدرعة (تقدر عدد المدرعات القتالية في اليمن بـ1600)
| السلاح     | الصورة | المنشئ           |
| ---------- | ------ | ---------------- |
| بي إم بي-2 |        | الاتحاد السوفيتي |
| بي إم بي-1 |        |                  |
| ريفا       |        | جنوب إفريقيا     |
| حميضة      |        | اليمن            |
| قطيش       |        | اليمن            |
| قطيش 2     |        | اليمن            |
| جلال 3     |        | اليمن            |

5-المدفعية (تقدر عدد المدفعية في اليمن بـ2200)
| السلاح                         | الصورة | المنشئ           |      |      |      |      |
| هاون                           | هاون   | هاون             | هاون | هاون | هاون | هاون |
| ------------------------------ | ------ | ---------------- | ---- | ---- | ---- | ---- |
| هاون إل-16                     |        | الولايات المتحدة |      |      |      |      |
| مدفعية ذاتية الحركة            |        |                  |      |      |      |      |
| 2 إس 1                         |        | الاتحاد السوفيتي |      |      |      |      |
| مدافع هاوتزر                   |        |                  |      |      |      |      |
| أم-46                          |        | الاتحاد السوفيتي |      |      |      |      |
| إس-23                          |        | الاتحاد السوفيتي |      |      |      |      |
| مدفعية صاروخية (راجمات صواريخ) |        |                  |      |      |      |      |
| بي إم-13                       |        | الاتحاد السوفيتي |      |      |      |      |
| بي إم-14                       |        | الاتحاد السوفيتي |      |      |      |      |
| بي إم-24                       |        | الاتحاد السوفيتي |      |      |      |      |
| بي إم-27                       |        | الاتحاد السوفيتي |      |      |      |      |
| آر إم-70                       |        | جمهورية التشيك   |      |      |      |      |
| غراد                           |        | الاتحاد السوفيتي |      |      |      |      |

6-صواريخ أرض-أرض (تقدر عدد صواريخ أرض-أرض في اليمن بـ300)
| السلاح      | الصورة | المنشئ           |
| ----------- | ------ | ---------------- |
| أو تي آر-21 |        | الاتحاد السوفيتي |
| فروج-7      |        | الاتحاد السوفيتي |
| سكود        |        | الاتحاد السوفيتي |

### الأسلحة المتوسطة
1-صواريخ مضاده للدروع (العدد غير معروف)
| السلاح          | الصورة | المنشئ           |
| --------------- | ------ | ---------------- |
| لغم مضاد للدروع |        | روسيا            |
| أنيرجا          |        | الاتحاد السوفيتي |
| بي جي إم-71 تاو |        | الولايات المتحدة |

2-رشاشات (العدد غير معروف)
| السلاح       | الصورة | المنشئ           |
| ------------ | ------ | ---------------- |
| دوشكا (12.2) |        | الاتحاد السوفيتي |

2-بنادق القنابل (العدد غير معروف)
| السلاح     | الصورة | المنشئ           |
| ---------- | ------ | ---------------- |
| آر بي جي 7 |        | الاتحاد السوفيتي |

### الأسلحة الخفيفة
1-المسدسات (العدد غير معروف)
| السلاح | الصورة | المنشئ |
| ------ | ------ | ------ |
| جلوك   |        | النمسا |

2-بنادق الاقتحام/الهجومية (العدد غير معروف)
| السلاح              | الصورة | المنشئ           |
| ------------------- | ------ | ---------------- |
| بندقية إم-4 القصيرة |        | الولايات المتحدة |
| إيه كيه-47          |        | الاتحاد السوفيتي |
| بندقية إم 16        |        | الولايات المتحدة |

3-بنادق القنص (العدد غير معروف)
| السلاح   | الصورة | المنشئ           |
| -------- | ------ | ---------------- |
| دراغونوف |        | الاتحاد السوفيتي |